# Poul-Henning Kamp
Poul-Henning Kamp (født 20. januar 1966) er en dansk FreeBSD-udvikler, der blandt andet har stået for implementeringen af den meget udbredte MD5-hashalgoritme og Beerware-licensen. 
Kamp har tidligere kæmpet med routerfabrikanten D-Link i en strid om NTP-vandalisme. Han var yderligere i 2010 i en juridisk sag med den kinesiske computer-producent Lenovo vedrørende Windows Vista-licensen medfølgende hans computer. 
Kamp tabte sagen.
Kamp var tidligere skribent for fagbladet Ingeniøren, hvor han havde sin egen blog, "Phloggen". Da Ingeniøren startede bladet Version2, blev han også tilknyttet dette. Her har han også en blog, "It-skepsis".

## Ekstern henvisning
- Wikimedia Commons har flere filer relateret til Poul-Henning Kamp
- Poul-Henning Kamps hjemmeside på freebsd.org
- PHloggen – Poul-Hennings Blog på Ingeniøren Arkiveret 12. september 2007 hos  Wayback Machine
- Poul-Henning Kamp på Version2